# Astronomija u 2061.
◄◄ | ◄ | 2058. | 2059. | 2060. | 2061.  | 2062. | 2063. | 2064. | ► | ►►
Astronomija
Astronomija u 2061.

## Astronomske pojave
- 28. srpnja: Sljedeći prolazak kroz perihel Halleyjeva kometa.[1]

## Vanjske poveznice
|  | Zajednički poslužitelj ima još gradiva o temi Astronomija u 2061. |